# Botryochora nigra
Botryochora nigra är en svampart som först beskrevs av Torrend, och fick sitt nu gällande namn av Torrend 1914. Botryochora nigra ingår i släktet Botryochora och familjen Dothioraceae.   Inga underarter finns listade i Catalogue of Life.